# Chaetoderma militare
Chaetoderma militare is een schildvoetigensoort uit de familie van de Chaetodermatidae. De wetenschappelijke naam van de soort is voor het eerst geldig gepubliceerd in 1885 door Selenka.